# Narciarstwo alpejskie na Zimowych Światowych Wojskowych Igrzyskach Sportowych 2013
Narciarstwo alpejskie na 2. Zimowych Światowych Wojskowych Igrzyskach Sportowych – jedna z zimowych dyscyplin sportowych rozegranych w dniach 26 - 28 marca 2013 podczas igrzysk wojskowych na stokach ośrodków narciarskich położonych w regionie Annecy we Francji.

## Harmonogram
| Marzec 2013           | 25 Po | 26 Wt | 27 Śr | 28 Cz | 29 Pi |
| --------------------- | ----- | ----- | ----- | ----- | ----- |
| Narciarstwo alpejskie |       | 4     |       | 4     |       |

Legenda
|  | Eliminacje |  | Finał (ilość) |

## Medaliści

### Mężczyźni
| Konkurencja            | Złoto                                                              | Srebro                                                                  | Brąz                                                       |
| Konkurencja            | Drużyna/Zawodnik                                                   | Drużyna/Zawodnik                                                        | Drużyna/Zawodnik                                           |
| slalom gigant          | Manuel Pleisch                                                     | Massimiliano Blardone                                                   | Marc Berthod                                               |
| slalom giant drużynowo | Włochy · Massimiliano Blardone · Michael Gufler · Cristian Deville | Szwajcaria · Manuel Pleisch · Marc Berthod · Marco Tumler               | Francja · Steve Missillier · Maxime Tissot · Adrien Théaux |
| slalom                 | Giuliano Razzoli                                                   | Maxime Tissot                                                           | Marco Tumler                                               |
| slalom drużynowo       | Szwajcaria · Marco Tumler · Manuel Pleisch · Gino Caviezel         | Austria · Stefan Brennsteiner · Martin Bischof · Matthias Tippelreither | Francja · Maxime Tissot · Steve Missillier · Adrien Théaux |

### Kobiety
| Konkurencja            | Złoto                                                        | Srebro                                                       | Brąz                                                             |
| Konkurencja            | Drużyna/Zawodniczka                                          | Drużyna/Zawodniczka                                          | Drużyna/Zawodniczka                                              |
| slalom gigant          | Elena Curtoni                                                | Tessa Worley                                                 | Anémone Marmottan                                                |
| slalom giant drużynowo | Francja · Tessa Worley · Anémone Marmottan · Marion Bertrand | Włochy · Elena Curtoni · Camilla Borsotti · Sarah Pardeller  | Austria · Julia Dygruber · Bernadette Schild · Lisa-Maria Zeller |
| slalom                 | Michela Azzola                                               | Anémone Marmottan                                            | Fanny Chmelar                                                    |
| slalom drużynowo       | Włochy · Michela Azzola · Elena Curtoni · Sarah Pardeller    | Francja · Anémone Marmottan · Marion Bertrand · Tessa Worley | Niemcy · Fanny Chmelar · Maren Wiesler · Anne Kissling           |

## Klasyfikacja medalowa
* Gospodarz zawodów został zaznaczony tym kolorem.
| Miejsce           | Reprezentacja     | Złoto | Srebro | Brąz | Razem |
| ----------------- | ----------------- | ----- | ------ | ---- | ----- |
|                   |                   |       |        |      |       |
| 1                 | Włochy            | 5     | 2      | 0    | 7     |
| 2                 | Szwajcaria        | 2     | 1      | 2    | 5     |
| 3                 | Francja *         | 1     | 4      | 3    | 8     |
| 4                 | Austria           | 0     | 1      | 1    | 2     |
| 5                 | Niemcy            | 0     | 0      | 2    | 2     |
| Ogółem (5 państw) | Ogółem (5 państw) | 8     | 8      | 8    | 24    |